# Angle de cobertura

Diagrama de rajos amb els conceptes angle de cobertura i angle de visió.

L'angle de cobertura d'una lent és l'obertura angular que la lent forma en deixar passar un feix de llum. En fotografia, l'angle de visió és una secció de l'angle de cobertura. L'angle de cobertura pot ser el mateix que l'angle de visió o major, segons on s'ubiqui el sensor o la pel·lícula fotogràfica. Aquesta diferència determinarà l'angle de cobertura addicional.
La cobertura augmenta tancant el diafragma, perquè el vinyetatge mecànic redueix, i l'arc de les aberracions òptiques també disminueix.

## Cobertura addicional
Quan l'angle de visió és major al que estableix l'àrea de la imatge, parlem de cobertura addicional. Aquesta és essencial en les lents muntades en technical camera o en el control de perspectiva (PC) o en objectius ‘shift’ quan s'utilitza el desplaçament de la lent. La cobertura addicional permet el desplaçament de l'àrea d'imatge dins del cercle d'imatge fins que es doni vinyetatge (disminució de la lluminositat a la perifèria de la imatge).